# Zona metropolitana di Oradea
La zona metropolitana di Oradea (in rumeno Zona Metropolitană Oradea o ZMO) è stata istituita il 9 maggio 2005 e comprende oltre al municipio anche 11 comuni limitrofi.
In base ai dati del 2007 la superficie è di 706,06 km² e la popolazione di 245.434 abitanti
Al pari delle zone delle altre città l'obiettivo è quello di attrarre investimenti e coordinare il miglioramento di infrastrutture.

## Comuni
Oltre al municipio di Oradea, la zona metropolitana comprende anche i seguenti comuni:
- Biharia
- Borș
- Cetariu
- Girișu de Criș
- Ineu
- Nojorid
- Oșorhei
- Paleu
- Sânmartin
- Sântandrei
- Toboliu